# Mark Jenkins (artysta)

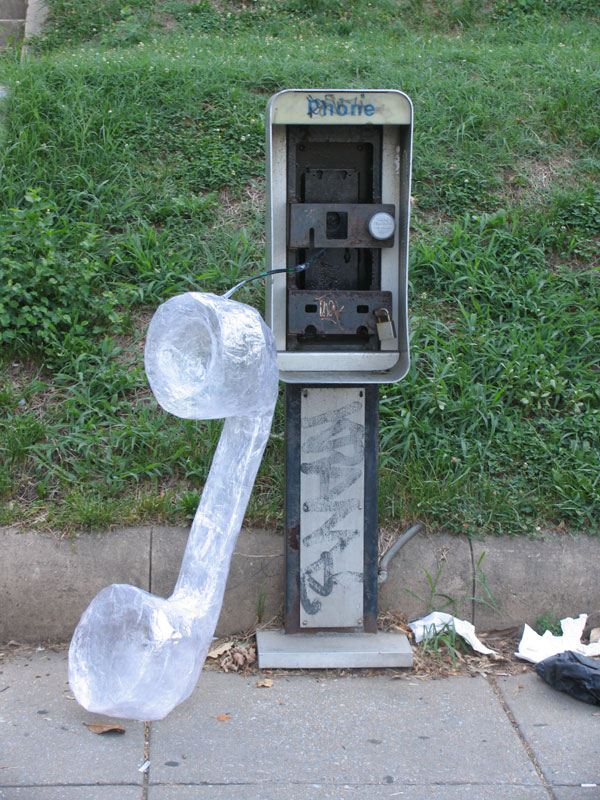
"Call Waiting"

Mark Jenkins (ur. 1970 w Alexandrii, Wirginia, Stany Zjednoczone) – amerykański artysta, performer. 

## Działalność artystyczna
Jest znanym amerykańskim twórcą artystycznych instalacji ulicznych, z których duża część jest tworzona przy użyciu przezroczystej taśmy do pakowania. Dużą rolę odgrywa reakcja przechodniów, którzy stają się nieświadomymi uczestnikami performance. Jego prace ze względu na swoją osobliwość często stają się obiektem zainteresowania policji, krytycy określając je jako surrealistyczne, makabryczne i absurdalne wielokrotnie porównują je do działań Międzynarodówki Sytuacjonistycznej. 
Mark Jenkins po raz pierwszy użył taśmy do tworzenia swoich rzeźb i instalacji w 2003 przebywając w Rio de Janeiro. Tworzył założony kształt, zamykał go w formie i tworzył odlew. Początkowo były to przezroczyste postacie, z których powstawały uliczne instalacje plastyczne, artysta następnie obserwował reakcję przechodniów. 
W 2004 powrócił do Waszyngtonu, rok później rozpoczął współpracę z Sandrą Fernandez, wspólnie stworzyli serię Stoker Project. Były to różnych rozmiarów rzeźby dziecięcych zabawek tworzone z bezbarwnej taśmy, instalacje przybierały formę kaczek pływających w rynnie, żyrafy jedzącej wiszącą na drzewie torbę foliową, nawiązywały one do Culture jamming. 
W 2006 Jenkins zaczął tworzyć przy użyciu taśmy realistyczne postacie będące odlewami siebie i Sandry Fernandez. Wypełniał je gazetami wymieszanymi z zaprawą cementową tworząc postacie ludzkie, które ubierał i umieszczał w przestrzeni miejskiej. Ze względu na nietypowość przedstawianych scen np. "topielec" instalacje często były przyczyną wzywania policji, ale zarazem sprawiły, że jego twórczość została zauważona przez media. 
W 2008 podjął współpracę z Greenpeace przy organizacji kampanii dotyczącej losów niedźwiedzi polanych, która miała zwrócić uwagę na topnienie pokrywy lodowej Arktyki. Tworzył wówczas realistyczne postacie bezdomnych, ale ich głowy przypominały pluszowe niedźwiedzie polarne. Wywoływały one kontrowersje, a wielu widzów odczuwało lęk podejrzewając, że są w nich ukryte ładunki bombowe. 

## Wystawy

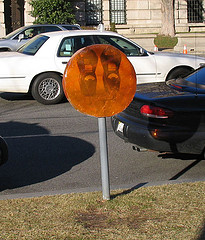
"Metropop"

Uczestniczył w wielu festiwalach sztuki i imprezach artystycznych m.in. Interferencia (Barcelona, 2008), BELEF (Belgrad, 2009), Walk and Talk (Azory, 2012), Dublin Contemporary 2011, Bien Urbain (Besançon, 2012), STEP (Warszawa, 2007), Inside Out (Southeastern Center for Contemporary Art, Winston-Salem, 2009), and Living Layers (Rzym, 2012). W 2010 został wybrany na kuratora festiwalu projektów interaktywnych, który odbył się w Bordeaux.
W tym okresie jego prace były wystawiane w galeriach i muzeach, ale również w miejscach publicznych tj. stołówki, hole budynków. W projekcie Tunel 228 w Londynie brał udział Kevin Spacey. W 2011 Mark Jenkins zaprojektował dekorację do sztuki Is Maybe, którą wystawiano w teatrze "Hebbel am Ufer" w Berlinie. Wystawiał swoje prace z grupą artystów "New Blood", której kuratorem jest Morgan Spurlock. Wystawy miały miejsce w Thinkspace Gallery (Los Angeles, 2012), POW's Santa's Ghetto (Betlejem, 2007), The Underbelly Project (Nowy Jork, 2011), VOLTA (Nowy Jork, 2011 i 2013), Anonymous at PERMM Museum (Perm, 2012), Pinic In the City at Sangsangmadang Gallery (Seul, 2009), White Walls at the Beirut Art Center (Bejrut, 2012) oraz Street and Studio at Kunsthalle Wien (Wiedeń, 2010). 
Równocześnie miały miejsce indywidualne wystawy jego prac w Outcasts at Lazarides Gallery (Londyn, 2007), Glazed Paradise at Diesel Gallery (Tokio, 2008), Meaning is Overrated at Carmichael Gallery (Los Angeles, 2009) oraz Holding Cell at Ruttkowski;68 Gallery (Kolonia, 2012).